# Водопостачання збагачувальних фабрик

Рис. 1. Схеми використання води: а — прямоточна; б — з дво-, трикратним використанням води; в — з оборотом води; 1 — насосна станція; 2 — збагачувальна фабрика; 3 — хвостосховище; 4 — фабрика флотації; 5 — насосна станція оборотного водопостачання.

Водопостачання збагачувальних фабрик

## Загальна характеристика
Основне завдання водопостачання збагачувальних фабрик — безперервна і рівномірна подача необхідної кількості води необхідної якості.
Правильно організоване водопостачання має важливе значення для нормальної роботи гірничорудного підприємства в цілому і збагачувальної фабрики зокрема.
Освоєння родовища дуже часто залежить від наявності води в районі майбутньої копальні, а вибір місця розташування збагачувальної фабрики — від джерела водопостачання.
Питання водопостачання повинне вирішуватися комплексно, тобто з врахуванням всіх споживачів даного району: збагачувальної фабрики, копальні, заводу, робочого селища, енергетичних установок, залізничного транспорту і так далі і з урахуванням можливого повторного використання води і вживання зворотного водопостачання на збагачувальній фабриці та в інших виробничих процесах даного підприємства або суміжних з ним.
Одночасно з водопостачанням мають бути розроблені питання каналізації і очищення стічних вод збагачувальної фабрики і всіх інших підприємств району розташування фабрики.
На промислових підприємствах для технологічних цілей використовується промислова вода, а для забезпечення обслуговчого персоналу — спеціально підготовлена питна вода.
Залежно від джерела водопостачання підприємства промислова вода може називатися: свіжою — вода, що подається з природного джерела; повторною — вода, що подається на фабрики після використання її на інших підприємствах або в побуті; зворотною — вода стоків збагачувальної фабрики або окремих вузлів її схеми.
Перш ніж вирішити питання про методи очищення стічних вод від забруднюючих компонентів, необхідно розглянути наявні можливості повторного споживання води в іншому виробництві або зворотного водопостачання. Для збагачувальної фабрики, що працює на повному водообігу, джерелом водопостачання є стоки у хвостосховище; злив останнього використовується в технологічному процесі.
На деяких фабриках хвости перед надходженням у хвостосховище прояснюються в згущувальних пристроях (проміжних ємностях або ставках), зливи яких використовуються як зворотна вода, а згущений матеріал скидається у хвостосховище.
На підприємствах застосовуються різні схеми водопостачання збагачувальних фабрик: від прямоточної до схеми повного водообігу. Вибір тієї або іншої схеми визначається техніко-економічними і санітарно-гігієнічними міркуванням, а також наявністю або обмеженістю джерел водопостачання. Розробка схеми зворотного водопостачання є обов'язковою як для нових проектованих, так і для діючих підприємств.
На великих збагачувальних фабриках, окремі цехи потребують води різної якості, тому водопостачання встановлюють за змішаною схемою. Одні цехи використовують схему прямоточного водопостачання, інші –оборотного, треті — з послідовним використанням води. Господарсько-питні водопроводи завжди прямоточні, виробничі водопроводи бувають прямоточними, оборотними та з послідовним використанням води.
Вибір схеми водопостачання збагачувальної фабрики залежить від багатьох чинників, основними з яких є: розташування і потужність джерела водопостачання, спосіб збагачення корисної копалини, якість води і кратність її використання. Схема водопостачання збагачувальної фабрики має бути взаємозв'язана зі схемами водопостачання інших довколишніх споживачів води. Одночасно з рішенням питання водопостачання фабрики мають бути розроблені схеми використання води, каналізації і очищення стічних вод.
На збагачувальних фабриках застосовуються наступні схеми:
- з прямоточним (однократним) використанням води (Рис. 1,а). В цьому випадку об'єм стічних вод, що відводяться у водоймище, визначається як різниця між об'ємом свіжої води, узятої з водоймища, і втратами води безповоротними і з шламами;
- з послідовним (дво-, трикратним) використанням води (Рис. 1,б). Використовувана послідовно в першому і другому виробництвах вода повертається в те ж водоймище аналогічно прямоточній схемі;
- з оборотом води (Рис. 1,в) відпрацьована вода після відповідного очищення і обробки повністю або частково використовується на поповнення систем оборотного водопостачання.

## Прямоточне водопостачання
Ця схема передбачає безпосередній забір води з джерела з однократним використанням її в процесі і подальшим скиданням у відкрите водоймище або на рельєф місцевості (рис.1,а). Джерелом водопостачання можуть бути підземні і поверхневі води.
До поверхневих джерел відносяться річки, озера, моря, канали, водосховища тощо. Важним критерієм вибору джерел води є економічні міркування, оскільки при прямоточному водопостачанні вся вода скидається без повторного використання, і вартість її повинна задовольняти вимогам рентабельності підприємства.
При прямоточній схемі водопостачання можлива організація спеціальної підготовки води перед надходженням її в технологічний процес. Водопідготовка здійснюється в тих випадках, коли необхідно очистити воду від домішок, знизити її твердість або підігріти. Для цього передбачається будівництво цеху водопідготовки, що здорожує вартість води. За відсутності довколишніх джерел води необхідної якості можливе транспортування її з віддалених місць, що вимагає додаткових витрат.
При прямому водопостачанні вся використана вода направляється у хвостосховище. Стоки хвостосховища повинні очищатися до санітарних або рибогосподарських норм, а потім скидатися у водоймища або на рельєф місцевості.
Прямоточні схеми водопостачання найменш раціональні з точки зору збереження водних джерел від забруднення. В разі глибокого очищення стічних вод до санітарних норм ці схеми виявляються дорогими.

## Водопостачання з повторним використанням води
При повторному використанні води (рис.1,б) передбачається однократне (або багатократне) споживання очищених або неочищених стоків одного підприємства (цеху) або переділу у водопостачанні іншого підприємства (цеху, переділу) з подальшим скиданням їх в хвостосховище, потім у водоймище або на рельєф місцевості. При цьому досягається економія свіжої води на промислові потреби, але не гарантується охорона довкілля від забруднення промисловими стоками, якщо не приймаються спеціальні заходи по очищенню стоків.
Якщо склад повторно використовуваної води не відповідає вимогам технологічного процесу, необхідно проводити спеціальну операцію водопідготовки перед її використанням.
Повторне використання води може бути організоване і усередині фабрики. Наприклад, води гравітаційного переділу після відстою можуть прямувати у цикл флотації.

## Оборотне водопостачання
При оборотному водопостачанні (рис.1,в) передбачається постійне повне або часткове використання стоків, що дає не лише економію свіжої води, але і знижує кількість скидних вод, а при повному водообігу гарантує охорону довкілля від забруднення її стічними водами.
Можливі різні варіанти схем оборотного водопостачання.
Повний водообіг характеризується використанням всіх стоків підприємства без їх скидання. Втрати води від випару і фільтрації в ложі хвостосховища і з продуктами, що виводяться з технологічного процесу, заповнюються свіжою водою. Повний водообіг може бути організований за схемою: збагачувальна фабрика — хвостосховище — збагачувальна фабрика. Тут всі стоки фабрики з попереднім очищенням найбільш забруднених вод (наприклад, зливів згущувачів) або без очищення скидаються в хвостосховище, а потім злив хвостосховища після відстою також без очищення або з очищенням повертається в технологічний процес збагачення.
У схемі часткового водообігу частина стоків використовується без очищення або з очищенням. Решта після очищення до санітарних норм скидається. Природні втрати в процесі виробництва і бракуюча частка заповнюється свіжою водою. Співвідношення оборотної і свіжої води може бути різним. Воно визначається технологічними показниками збагачувального переділу і техніко-економічними розрахунками в цілому по фабриці.
Водообіг може бути і поцикловим (внутрішнім), тобто коли вода даного циклу повністю повертається в цей же цикл, а стоки хвосто-сховища використовуються, як правило, в останньому циклі збагачення. Перевагою поциклового оборотного водопостачання є те, що повторно використовувані стоки містять практично лише ті домішки, які характерні для даного циклу збагачення. Проте в результаті багатократного обороту відбувається накопичення в оборотній воді реагентів, що не розкладаються. В деяких випадках це спричиняє порушення технологічного процесу. Тому в таких схемах передбачається локальне очищення вод або скидання частки засолених розчинів із заміною їх на менш концентровані.
Схема поциклового водообігу на збагачувальних фабриках залежить від перероблюваної руди і технологічної схеми збагачення, а для фабрик, що переробляють руди методом флотації — від асортименту і кількості реагентів флотації.
Як відомо, для руд з двома корисними компонентами застосовуються такі схеми флотації: пряма селективна флотація (коли кожен корисний компонент виділяється послідовно з руди), колективна флотація (коли всі корисні компоненти вилучаються в колективний концентрат і потім колективний продукт розділяється на окремі компоненти з отриманням однойменних концентратів). Можливі різні комбінації цих двох схем флотації.
Цикловий водообіг може бути повним або частковим. У останньому випадку частина стоків після очищення до санітарних або рибогосподарських норм скидається в природні водоймища. Втрати води поповнюються, як і при повному водообігу свіжою водою.

## Водопостачання за комбінованою схемою
Комбіновані схеми водопостачання можуть бути як з повним використанням оборотних вод, так і з частковим скиданням надлишкової води (після відповідного очищення). За використанням стоків в технологічному процесі схеми оборотного водопостачання діляться на три основні види: повного використання, поциклового і комбінованого.
Схеми використання води залежать від функцій, які виконує вода в системах виробничого водопостачання. Вода використовується як середовище, що поглинає і транспортує домішки без нагріву (збагачення корисних копалини, гідротранспорт хвостів збагачення). Вода використовується як розчинник реагентів (флотація). У незначних об'ємах вода використовується для охолоджування устаткування; при цьому вона нагрівається і практично не забруднюється.
На дробильно-сортувальних фабриках вода витрачається на господдарсько-питні потреби, гідрознепилення у вузлах перевантаження гірничої маси, охолоджування підшипників і пилове ущільнення дробарок, охолоджування змащувального масла, змив пилу в аспіраційних установках і мокре прибирання приміщень.
На вуглефабриках вода потрібна для технологічного процесу збагачення вугілля. Водопостачання здійснюється або однією спільною господарсько-питно-виробничо-протипожежною системою, або двома роздільними системами: господарсько-питною і виробничою. Виробничі стічні води після очищення використовуються в системі оборотного водопостачання.
На рудозбагачувальних фабриках вода витрачається на господарсько-питні потреби, промивання руди, приготування розчинів реагентів флотації і пульпи, охолодження підшипників дробарок, кульових млинів, сушильних установах тощо. Водопостачання здійснюється по наступних мережах: виробнича свіжа вода; господарсько-протипожежна вода; оборотна вода з охолоджуючими пристроями (бризкальними басейнами); оборотна забруднена вода із ставком-хвостосховищем. Свіжа виробнича вода витрачається на приготування розчинів реагентів флотації, а також на заповнення втрат в оборотному циклі. Виробничі стічні води використовуються в системі оборотного водопостачання.
На фабриках грудкування вода витрачається, в основному, в корпусі грудкування і випалу котунів для зволоження шихти, охолоджування устаткування, змащувального масла і повітря, гідроущільнення горнів та ін. обладнання, а також на санітарно-технічні потреби (газоочищення, гідротранспорт пилу, мокре прибирання приміщень і ін.).
На фабриках для збагачення руд кольорових металів вода витрачається на технологічні потреби: при подрібненні руди для створення певного відношення Р: Т, необхідного для транспортування і класифікації подрібненого продукту; при флотації — для створення відношення Р: Т пульпи і для транспортування пінного продукту. Вода необхідна також для допоміжних операцій: охолоджування підшипників дробарок, масляних станцій, млинів і так далі. На фабриках, що працюють за гравітаційною схемою збагачення, використовується система оборотного водопостачання. На флотаційних фабриках застосовують прямоточну систему водопостачання з оборотом води і змішану. Виробничі стічні води очищаються і скидаються в хвостосховище, з якого залежно від прийнятої схеми водопостачання або спускаються у водоймище, або подаються в систему оборотного водопостачання.
При проектуванні схем і систем водопостачання особливу увагу слід звертати на безперебійність подачі води споживачам. Незалежно від системи водопостачання (прямоточне, з послідовним використанням води або оборотне) необхідне, щоб найбільш відповідальним агрегатам і цехам збагачувальної фабрики вода подавалася по двох самостійних, незалежних один від одного водопроводах або мережах.
Найважливішим етапом проектування є вибір схеми водопостачання населених пунктів і промислових підприємств. Оптимальною є така схема водопостачання, при якій споживач забезпечується водою необхідної якості у необхідній кількості при мінімальній вартості.
Одним з найбільших водокористувачів у чорній металургії є гірничо-збагачувальні комбінати. Витрата води на 1 т залізорудного концентрату досягає 30 м³. Для раціональнішого використання води застосовують схеми оборотного водопостачання.
Під схемою оборотного водопостачання збагачувальних фабрик прийнято розуміти комплекс споруд (магістральні водоводи, насосні станції, згущувачі, хвостосховища і ін.), що дозволяють багато разів використовувати воду в технологічному процесі.
У практиці збагачення руд чорних металів знайшли застосування в основному два види схем оборотного водопостачання: з проясненням хвостової пульпи в шламосховищі і з проясненням у згущувачах з подальшою подачею пульпи у хвостосховище. Перша схема забезпечує природне (безреагентне) прояснення пульпи, але не скрізь застосовна внаслідок підвищеної фільтрувальної здатності підстилаючих порід шламосховищ. Друга застосовується, як правило, з подачею флокулянтів для прискорення осадження твердого в згущувачах і дозволяє значно скоротити витрати свіжої води на технологічні потреби.
Найбільш перспективним для скорочення витрат води на технологічні потреби є глибоке зневоднення хвостів з подальшим сухим складуванням.
Основним критерієм для визначення укрупнених показників при розробці техніко-економічного обґрунтування і проектуванні схем водопостачання і каналізації є норми водоспоживання. Під нормою водоспоживання розуміється витрата води в м3, використовуваної на виробничі цілі, допоміжні і господарсько-побутові потреби, віднесена до 1 т руди або концентрату.